# 経分別
経分別（きょうふんべつ、巴: Sutta-vibhanga, スッタ・ヴィバンガ）とは、上座部仏教の『パーリ仏典』「パーリ律」において、出家修行者（比丘・比丘尼）が守る戒律（具足戒・波羅提木叉）に関する説明を述べた領域のこと。

## 構成
以下の2篇からなる。
大分別（だいふんべつ、巴: Mahā-vibhanga, マハー・ヴィバンガ） --- 比丘戒（227戒）
- 1.波羅夷（はらい、巴: pārājika, パーラージカ）（4戒）
- 2.僧残法（そうざん-ほう、巴: saṇghādisesa, サンガーディセーサ）（13戒）
- 3.不定法（ふじょう-ほう、巴: aniyata, アニヤタ）（2戒）
- 4.捨堕法（しゃだ-ほう、巴: nissaggiya-pācittiya, ニッサッギヤ・パーチッティヤ）（30戒）
- 5.波逸提法（はいつだい-ほう、巴: pācittiya, パーチッティヤ）（92戒）
- 6.提舎尼法（だいしゃに-ほう、巴: pāṭidesanīya, パーティデーサニーヤ）（4戒）
- 7.衆学法（しゅがく-ほう、巴: sekhiya, セーキヤ）（75戒）
- 8.滅諍法（めつじょう-ほう、巴: adhikaraṇa-samathā, アディカラナ・サマター）（7戒）

比丘尼分別（びくにふんべつ、巴: Bhikkhuni-vibhanga, ビックニ・ヴィバンガ） --- 比丘尼戒（311戒）
- 1.波羅夷（はらい、巴: pārājika, パーラージカ）（8戒）
- 2.僧残法（そうざん-ほう、巴: saṇghādisesa, サンガーディセーサ）（17戒）
- 3.捨堕法（しゃだ-ほう、巴: nissaggiya-pācittiya, ニッサッギヤ・パーチッティヤ）（30戒）
- 4.波逸提法（はいつだい-ほう、巴: pācittiya, パーチッティヤ）（166戒）
- 5.提舎尼法（だいしゃに-ほう、巴: pāṭidesanīya, パーティデーサニーヤ）（8戒）
- 6.衆学法（しゅがく-ほう、巴: sekhiya, セーキヤ）（75戒）
- 7.滅諍法（めつじょう-ほう、巴: adhikaraṇa-samathā, アディカラナ・サマター）（7戒）

## 日本語訳
- 『南伝大蔵経 律蔵1-2』（第1巻-第2巻） 大蔵出版